# Platyoides walteri
Platyoides walteri är en spindelart som först beskrevs av Karsch 1886.  Platyoides walteri ingår i släktet Platyoides och familjen Trochanteriidae. Inga underarter finns listade i Catalogue of Life.